# Kapys (syn Assaraka)
Kapys (řecky Κάπυς, latinsky Capys) je v řecké mytologii syn Dardanského krále Assaraka.
Jeho otec Assarakos pocházel z rodu Dardanů, jehož zakladatelem byl Dardanos, byl syn nejvyššího boha Dia a Plejády Élektry. Jejich království Dardanie je součástí Malé Asie, které se právě v době, kdy Assarakos zdědil královský trůn, rozdělilo na Dardanii a Tróju.
Assarakos se oženil s Hieromnémou, zplodili syna Kapya, který převzal vládu v Dardanii a po něm jeho syn Anchísés. Anchísovým synem byl Aineiás. Celá větev Dardanovců byla v úzkém spojení s Trójou a zejména Aineiás, přímý účastník trojské války, byl jejím nejvýznamnějším spojencem ve válce proti Achájcům.
Jiný Kapys byl blízkým přítelem a druhem Aineiovým, když po zkáze Tróje putovali na západ a usadili se v Itálii. Tomuto druhému Kapyovi se připisuje založení města Capuy v Itálii.